# 베테른호

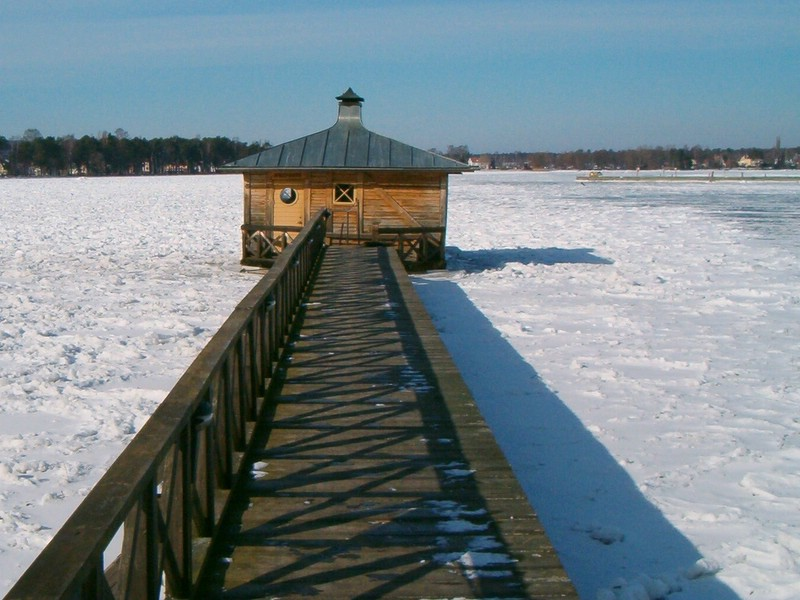
베테른 호에 설치된 사우나 시설

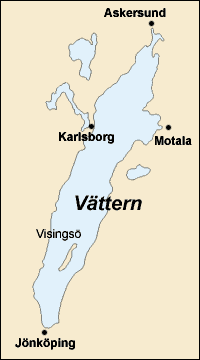
베테른 호 지도

베테른 호(스웨덴어: Vättern)는 스웨덴의 호수로 면적은 1,912km2, 유역 면적은 4,503km2, 평균 수심은 41m, 최대 수심은 128m, 수면 높이는 88m이다. 베네른호에 이어 스웨덴에서 2번째로 큰 호수이다.